# Paradise (EP, Lana Del Rey)
Paradise je třetí EP americké zpěvačky Lany Del Rey. Album vyšlo 9. listopadu 2012 u vydavatelství Records a Interscope Records. Ve stažené podobě bylo nabízeno jako samostatné EP a ve fyzické jako re-edice jejího studiového alba Born to Die s názvem „Born to Die: The Paradise Edition“. Po vydání dosáhlo album pozitivní reakce od kritiků. Debutovalo na 10. místě v americkém žebříčku Billboard 200 s prodejem 67 000 kopií v prvním týdnu. Podobně dobře se mu dařilo i ve zbytku světa. Nejúspěšnějším singlem z alba se stala balada Ride, která se stala hitem v USA, Švýcarsku, Irsku a Francii a dostala se do top 10 v Rusku a Belgii.
V prosinci 2013 vyšel 30 minutový film Tropico režírovaný Anthony Mandlerem. Zazněly v něm tři písně z alba a to: „Body Electric“, „Gods & Monster“ a „Bel Air“. Toho měsíce vyšlo i stejnojmenné EP, které bylo k dostání k prodeji na iTunes a obsahovala zmíněné tři písně a samotný film. V roce 2014 bylo "Paradise" nominováno na cenu Grammy.

## O albu
Lana 15. června 2012 v rozhovoru pro RTVE oznámila, že pracuje na novém albu, které vyjde v listopadu. Dále uvedla, že má napsáno již pět písní a pracuje na dalších. Prozradila, že se na albu objeví Young and Beautiful, "Gods & Monsters" a "Body Electric", poslední zmíněnou píseň již dříve předvedla jako součást svého vystoupení na BBC Radio1's Hackney Weekend. V pozdějším rozhovoru pro australské rádio Nova FM řekla, že její nová nahrávka nebude studiové album, ale spíše re-edice Born to Die, která bude mít okolo 7 písní. V roce 2013 vyjela na světové turné Paradise Tour
Album byl vydáno 12. listopadu 2012 ve Spojeném království a o den později ve Spojených státech. Při stažení na iTunes byla k albu přiřazena bonusová píseň "Burning Desire". Album vyšlo v Evropě jako dvou disková re-edice Born to Die a v Americe jako samostatné EP. Bylo dostupné na CD i vinylu nebo v deluxe boxu, ke kterému bylo přidáno osm remixů, DVD s šesti videoklipy a vinyl písně "Blue Velvet".

## Propagace
V den vydání singlu "Ride" zveřejnila Lana i ukázky všech písní z připravovanému EP. Pro další propagaci alba vydala singl "Blue Velvet", který byl použit v televizní reklamě pro H&M. Propagačním singlem byla vybrána iTunes bonusová píseň "Burning Desire", která se objevila v reklamě na Jaguar F-Type. Video k této písni bylo vydáno na Valentýna 2013 a bylo natočeno Ridley Scottem v Londýně. 30. listopadu 2012 vystoupila Lana v Later... with Jools Holland se singlem "Ride". V roce 2013 vyjela na světové turné Paradise Tour.

### Singly
13. září 2012 bylo potvrzeno, že pilotní singl se bude jmenovat "Ride" a 25. září 2012 oficiálně vyšel. Videoklip byl natáčen v Las Vegas a vyšel 12. října, ale Lana ho představila v Aero Theatre v Santa Monice již 2 dny předem. Na propagaci singlu vyšla i spousta remixů. 19. září byl skrz reklamu na H&M zveřejněn videoklip k singlu "Blue Velvet". Lidé kteří si před objednali EP dostali i bonusovou píseň "Burning Desire", která sloužila jako propagační singl z EP. Videoklip pro tuto skladbu byl vydán 14. února.

### Ostatní písně
Druhým oficiálním singlem z "Paradise" měla být píseň "Cola". Bohužel vydání singlu se nikdy neuskutečnilo, protože Lanina společnost nechtěla tuto kontroverzní píseň, která se měla původně jmenovat "Pussy", vypustit jako singl. Del Rey při otázce na kontroverzní text "My pussy taste like Pepsi Cola" řekla: "Měla jsem jednou skotského přítele, a toto on prostě říkal!" Píseň "Body Electric" odkazuje na báseň Walta Whitmana "I sing the body electric". Již dříve Lana přiznala, že je pro ni Whitmanova básnická sbírka "Stébla trávy" inspirací. Na "Paradise" se objevuje i nová verze "Yayo", kterou v minulosti nahrála pro její EP Kill Kill a dala ji i na své první studiové album, Lana Del Ray a.k.a. Lizzy Grant. Video pro "Bel Air", které obsahuje scény z videa pro Summertime Sadness, bylo zveřejněno 8. listopadu 2012, aby propagovalo album

### Tropico
V červnu 2013 natočil Anthony Mandler s Lanou krátký film nazvaný Tropico, který obsahoval písně "Body Electric", "Gods and Monsters" a "Bel Air". Film byl natočen podle biblických motivů, proto se před vydáním objevovalo spoustu plakátů, na kterých Lana pózuje jako Marie, matka Ježíše nebo Eva držící hada. Lana v srpnu zveřejnila, že film bude mít premiéru ve vybraných kinech a bude to jakési "rozloučení". Začalo se hodně spekulovat, že Lana končí kariéru zpěvačky. 22. listopadu 2013 byla zveřejněna oficiální ukázka k filmu. 5. prosince 2013 proběhla premiéra v Hollywoodu a poté byl film nahrán na její VEVO účet. Na této premiéře řekla, že film je rozloučení s Born to Die érou, a že další rok vydá album, které se bude jmenovat Ultraviolence.

## Ohlasy kritiků
Od Metacritic se dostalo EP hodnocení 64 ze 100. Gil Kaufman z MTV napsal: "Album se malátně táhne stejně jako tomu bylo u jejího předchozího alba. Nové písně dávají nahlédnout do gangsterského stylu Nancy Sinatry, který je doplněn ospale svůdnými zvyky a texty, které jsou jako mix holčičí skupiny ze staré školy, posedlé něčím profánním, a šokuje novodobé swaggery." Magazín Stuff ohodnotil velmi kladně pilotní singl "Ride", jediné co kritizovali byla obálka singlu. K té se vyjádřila i Jessica Sager z PopCrush a řekla, že je nejasné jak se může Lana houpat na houpačce, když není zavěšena na žádný strom. Také ale o Laně řekla: "Toto není naposledy co ji vidíme.". Singl také chválila jako její nejlepší práci vůbec. NME a Pitchfork Media byli dalšími, kdo vychvalovali singl "Ride", jako její nejlepší píseň a velký pokrok v kariéře. Billboard napsal: "Ride je dlouhá, zasněná balada, která při refrénu pohlcuje. Další MTV reakcí bylo, že Lana v "Ride" zpívá o tom, co nejlépe zná: osamělost, problémy s chlapy a pití přes den."
The Huffington Post nazval písně "Bel Air" a "Yayo" vycpávkami alba. S tím nesouhlasil Carl Williot z Idolator, který napsal, že "Yayo" by se měl stát singlem. Willion také zmínil skrytou sexualitu, kterou je EP celé naplněné. AllMusic řekl, že EP je naplněno filmovou atmosférou z Born to Die, doprovázenou skvělými vokály a pomalými bubny. Její texty však byly zkritizovány Johnem Bushem. Text "Body Electric" označil za dětský a klišé, naopak ale pochválil "Blue Velvet". která podle něj má chutný obsah a "Gods and Monsters", což je podle něj ztělesnění alba. Los Angeles Times nazval EP překvapivě silným.
So So Gay magazín ukazuje na "Yayo" a "Blue Velvet" jako na nejslabší písně z "Paradise", které jako celek popisuje: "Existující témata, ohromující hudba a divné texty jsou pro diváky víc toho stejného". Slant magazín řekl, že se EP nemůže vyrovnat Born to Die, a že "Gods and Monsters" a "Burning Desire" stojí ve stínu. Rolling Stone nazval album "koncepčně ostrým". Billboard schválil narážky na Davida Lynche a přidal: "Její retro půvab 60. let by mohl zabíjet." Prophet Blog napsal: "Paradise zní jako nahrávka, kterou vždy měla udělat -ne tu, kterou musela udělat. Vzhledem k tomu, že Born to Die bylo rozpačité a bořilo hitparády, Paradise umožňuje Laně svobodu, aby byla trochu smělejší a mohla se plně oddávat lásku Davidu Lynchovi."

## Seznam skladeb
| Pořadí         | Název           | Autor                                  | Producent(i)      | Délka |
| -------------- | --------------- | -------------------------------------- | ----------------- | ----- |
| 1.             | Ride            | Lana Del Rey, Justin Parker            | Rick Rubin        | 4:49  |
| 2.             | American        | Lana Del Rey,Rick Nowels, Emile Haynie | Nowels, Haynie    | 4:08  |
| 3.             | Cola            | Lana Del Rey, Nowels                   | Nowels DK         | 4:20  |
| 4.             | Body Electric   | Lana Del Rey, Nowels                   | Nowels, Dan Heath | 3:53  |
| 5.             | Blue Velvet     | Lee Morris Bernie Wayne                | Haynie            | 2:38  |
| 6.             | Gods & Monsters | Lana Del Rey, Tim Larcombe             | Larcombe, Haynie  | 3:57  |
| 7.             | Yayo            | Lana Del Rey                           | Heath, Haynie     | 5:21  |
| 8.             | Bel Air         | Lana Del Rey, Heath                    | Heath             | 3:57  |
| Celková délka: | Celková délka:  | Celková délka:                         | Celková délka:    | 33:07 |

### iTunes bonus
| Pořadí         | Název          | Hudba          | Text                 | Délka |
| -------------- | -------------- | -------------- | -------------------- | ----- |
| 9.             | Burning Desire | Haynie         | Lana Del Rey, Parker | 3:51  |
| Celková délka: | Celková délka: | Celková délka: | Celková délka:       | 36:58 |

## Hudební příčky
| Žebříček (2012)                        | Nejvyšší umístění |
| -------------------------------------- | ----------------- |
| Austrálie                              | 17                |
| Belgie (Flanders)                      | 6                 |
| Belgie (Wallonia)                      | 15                |
| Finsko                                 | 20                |
| Francie                                | 12                |
| Japonsko                               | 35                |
| Kanada                                 | 10                |
| Nizozemsko                             | 15                |
| Nový Zéland                            | 6                 |
| Polsko                                 | 4                 |
| Švédsko                                | 22                |
| USA (Billboard 200)                    | 10                |
| USA (Billboard Top Rock Albums)        | 4                 |
| USA (Billboard Top Alternative Albums) | 4                 |
| USA (Billboard Top Tastemaker Albums)  | 5                 |